# 1194

## Esdeveniments
Països Catalans
Món
- Inundacions a la Xina i canvi al curs del Riu Groc

## Naixements
Països Catalans
Món

## Necrològiques
Països Catalans
Món
- 27 de juny, Pamplona: Sanç VI de Navarra, fou rei de Navarra succeint son pare al tron de Navarra (n. 1150).[1]
- Roma: Lotari d'Hochstaden, príncep-bisbe del principat de Lieja de 1192 a 1193